# Operación Tempestad
La Operación Tempestad (en polaco: akcja „Burza”) fue el nombre en clave dado por los miembros de la Armia Krajowa y la resistencia polaca a una serie de levantamientos antinazis realizados a finales de la Segunda Guerra Mundial en las principales ciudades de Polonia, antes de que estas fuesen liberadas por el Ejército Rojo soviético. 

## Historia
El objetivo principal de la operación era debilitar las defensas alemanas de la Wehrmacht y liberar el país de la presencia extrajera. La Armia Krajowa, principal movimiento de resistencia polaco durante la Segunda Guerra Mundial, sabía que la ayuda de la Unión Soviética era clave para lograr con éxito la misión; no obstante, si el Ejército Rojo capturaba Varsovia antes que los propios polacos, se terminaría instaurando un gobierno socialista en Polonia.  
Además de poner fin a la ocupación alemana, los otros objetivos de la Armia Krajowa era proveer armas a los ciudadanos polacos durante el Alzamiento de Varsovia, garantizar el orden en las zonas y ciudades liberadas por la AK y reestructurar el ejército polaco creado durante la Segunda República Polaca. 

## Desarrollo

### Volinia
La Operación Tempestad comenzó en Volinia, región que hasta 1939 perteneció a la Segunda República Polaca. El 4 de enero de 1944, cuando el Ejército Rojo había entrado en territorio polaco y tomó la ciudad de Sarny, unos 6.500 soldados polacos de la 27.ª División de Infantería de la Armia Krajowa partieron rumbo al oeste para combatir contra las unidades de la Wehrmacht, que aún operan en la región. Finalmente, el 15 de enero, dos destacamentos militares provenientes de Kowel y Włodzimierz Wołyński se unen a los soviéticos y se enfrentan contra los alemanes en Kapitulka, aunque los alemanes repelen el ataque y obligan a que la división huya por el río Bug hasta Lublin, en la región de Pequeña Polonia. 

### Ostra Brama
En el norte, el 7 de julio de 1944, las fuerzas de la Armia Krajowa asentada en los distritos de Vilna y Nowogródek lanzaron un ataque sobre Vilna, bautizado "Operación Ostra Brama" en honor al nombre de la principal puerta de la ciudad; sin embargo, el ataque se estancó hasta la llegada de las fuerzas soviéticas. La Armia Krajowa y los ejércitos soviéticos tomaron conjuntamente la ciudad el 13 de julio, pese a que los alrededores de la ciudad ya habían sido liberados por partisanos soviéticos. La operación terminó una vez liberada la ciudad, no sin antes ser arrestado al día siguiente Aleksander Krzyżanowski, líder de la operación, y los trece mil hombres que tenía a su cargo.

### Alzamiento de Lwów
El 23 de julio, las fuerzas de la Armia Krajowa de Lwów iniciaron un levantamiento armado en cooperación con el avance de las fuerzas soviéticas. La ciudad quedó liberada en tan solo cuatro días. Al igual que los miembros de la Operación Ostra Brama, las autoridades soviéticas hicieron prisioneros a los soldados y civiles polacos, entre ellos el coronel y principal responsable del levantamiento de Lwów, Władysław Filipkowski. El resto fue obligado a reclutarse a la fuerza en el Ejército Rojo o enviado a campos de trabajos forzosos.

### Polesia
La Operación Tempestad en Polesia tuvo lugar en los últimos días de la ocupación alemana en esta región. Debido al rápido avance soviético producido por el enorme éxito de la Operación Bagration, las pocas ciudades de la parte occidental de Polesia que aún estaban en manos alemanas fueron rápidamente liberadas por unos mil soldados polacos, entre ellas las ciudades de Biaroza, Kobryn y Pinsk (todas ellas en la actual Bielorrusia). 
El 17 de julio atacaron un convoy de la Wehrmacht que circulaba cerca de una hacienda de Włodawa, y vencieron una escaramuza contra los alemanes en las proximidades de Wyzary. El 30 de julio de 1944, las fuerzas polacas se pusieron en contacto con 65.ª División del Ejército Rojo, los cuales le obligaron a fusionarse con el primer ejército polaco. El regimiento polaco desobedeció la orden, dirigiéndose hacia Biała Podlaska y marchar a Varsovia para tomar parte en el alzamiento que se iba a producir.

### Alzamiento de Varsovia
Al ver la buena campaña cosechada por la Armia Krajowa en los territorios del este del país, el gobierno polaco en el exilio y actual comandante del Ejército, el general Tadeusz Bór-Komorowski, decidieron que la gran oportunidad para recuperar la independencia de Polonia era producir un levantamiento en Varsovia. El 21 de julio comenzaron los preparativos para la insurrección, la cual daría comienzo el 1 de agosto de 1944 a las 17:00 horas. El principal objetivo político era enfatizar a los aliados de la existencia del gobierno polaco, el cual había terminado siendo olvidado por las principales potencias aliadas en la conocida como "Traición de Yalta".
Las demás unidades de la Armia Krajowa también se movilizaron; el distrito de Cracovia estaba preparando un levantamiento, similar a los sucedidos en Vilna, Lwów y Varsovia, pero fue cancelada debido a varias razones. En el área de Kielce y Radom, se formó la segunda división del Ejército Polaco y tomó el control de toda la zona a excepción de las dos ciudades. 

### Białystok
La Operación Tempestad en Białystok y sus alrededores comenzó en la segunda mitad de julio de 1944, y duró hasta finales de septiembre. La Armia Krajowa contaba con cuatro unidades en la ciudad, alcanzando unos 7000 soldados que lucharon en más de doscientas batallas y escaramuzas. 
La primera unidad que combatió contra los alemanes fue el 81.er regimiento de infantería, el cual operaba en los bosques de Grodno y cuyos hombres estaban liderados por el coronel Wladyslaw Liniarski. Dotados de armas ligeras, el regimiento era demasiado débil para capturar la ciudad de Grodno, por lo que se limitaron a dirigir ataques contra los puestos alemanes y estaciones de policía próximas a la localidad.
A las afueras de Białystok, las fuerzas polacas concentradas en Knyszyn fueron el 42.º regimiento de infantería, y el 10.º regimiento de infantería ulano. El 2.º regimiento de infantería ulano también operó en la zona de Bransk y Hajnówka, destruyendo la línea ferroviaria que unía ambas ciudades con Czeremcha tras volar un puente ferroviario.
Cerca de mil efectivos polacos se desplazaron a las cercanías de Augustów. Ante el temor de un ataque por parte de la Armia Krajowa, los alemanes declararon estado de emergencia en la ciudad, pues en pocas semanas hubo más de treinta ataques sobre la ciudad, llegando a destruir hasta cuatro transportes militares. Cuando llegaron los soviéticos, estos ayudaron al AK a tomar Augustów, hasta que el 6 de agosto los alemanes se rindieron y abandonaron la localidad, desarrollándose una última escaramuza el 2 de noviembre de 1944.
En los bosques que rodean la fortaleza Osowiec, la 9.ª División de fusileros de la Armia Krajowa estuvo dirigida por Wiktor Konopka, el cual luchó a finales de agosto de 1944 antes de ser muerto en combate el 8 de septiembre. Los pocos supervivientes lograron cruzar la línea del frente, que en ese momento estaba a lo largo del río Biebrza, y poner rumbo hacia Łomża, lugar en el que se encontraba el 33.º Regimiento de Infantería. Otros tres batallones se encargaron de romper los enlaces de comunicación entre la ciudad y Prusia Oriental, además de liberar a unos 150 prisioneros de guerra soviéticos encerrados en el pueblo de Czarnowo-Undy; como represalia, los alemanes quemaron el pueblo y asesinaron a todos sus habitantes el 22 de julio de 1944. Una vez concluida las operaciones en Podlaquia, los batallones marcharon a Ostrołęka con el objetivo de participar en el alzamiento de Varsovia.

### Lublin
La Operación Tempestad en la zona de Lublin se llevó a cabo en las dos semanas finales de julio de 1944. Las unidades de la Armia Krajowa creadas en la ciudad, entre ellas la 3.ª División de infantería, 9.ª división de infantería, 15.º regimiento de infantería y otros partisanos y batallones de otros movimientos de resistencia de la zona de Volinia. En total, las fuerzas polacas de la región tenían unos 20 000 hombres.
Los soldados polacos atacaron a las fuerzas alemanas que se retiraban al este tras la llegada masiva del Ejército Rojo. La AK atacó numerosos ferrocarriles alemanes y convoyes que circulaban a las proximidades del distrito de Lublin. Al sur de la ciudad, en la zona adyacente a Zamość, el 9.º regimiento de infantería de Stanisław Prus liberó la ciudad de Belzec el 21 de julio, además de cooperar con los soviéticos para capturar Tomaszów Lubelski, Frampol y Zwierzyniec.
En la parte occidental del voivodato de Lublin, el 8.º y 15.º regimiento de infantería liberaron numerosas ciudades, entre ellas Kurów, Wąwolnica, Końskowola y Puławy, siendo esta última capturada el 26 de julio en compañía de los rusos.

### Cracovia
Cracovia era la ciudad con mayor número de efectivos de la resistencia, extendiéndose desde Przemyśl y Rzeszów hasta la antigua capital de Polonia. En Rzeszów, Mielec y Krosno se creó la 10.ª brigada de caballería de la Armia Krajowa. En el oeste se formó la 6.ª y 106.ª División de Infantería de la Armia Krajowa, al igual que la 1.ª Brigada de Caballería Motorizada de Cracovia. El gran número de soldados en comparación con el bajo número de armas, la negación por parte del arzobispo  Adam Stefan Sapieha de prestar ayuda a los ciudadanos polacos y el hecho de que Cracovia fuese capital del Gobierno General y poseyese a medio millón de soldados alemanes hizo que se cancelara la operación.

### Radom - Kielce
La Operación Tempestad en Radom y Kielce comenzó el 1 de agosto de 1944, y duró hasta el 6 de octubre. La Armia Krajowa creó aquí la 2.ª, 7.ª y 28.ª División de Infantería, entre otras unidades. El objetivo principal de la operación en esta zona era para ayudar al Ejército Rojo con su captura de la ribera oriental del Vístula y hacerse con el control de la mayor parte de las ciudades de la región. Mientras el AK defendíar los puentes y creaba varias fábricas de armamento en Starachowice y Skarżysko-Kamienna, el Ejército Rojo había logrado cruzar el Vístula y capturar las cabezas de puente en Sandomierz y Magnuszew, cooperando con la resistencia polaca.
Durante la noche del 31 de julio, los polacos comandados por el capitán Michał Mandziara lograron hacer frente a un fuerte contraataque alemán, prologándose una larga batalla durante toda la noche entre las fuerzas alemanas y las fuerzas polacas y rusas. Tras la victoria en Sandomierz, ambos ejércitos lucharon el 3 de agosto por la liberación de Staszów y, en los días siguientes, los polacos y los tanques soviéticos ocuparon las localidades de Stopnica y Busko, ambas en manos alemanas.
El 14 de agosto de 1944, el general Tadeusz Bór-Komorowski ordenó a todas las unidades del área Kielce - Radom marchar hacia Varsovia, y unirse al levantamiento. La "Operación Venganza", como fue bautizada por el coronel Jan Zientarski, agrupó a 6.430 soldados que salvaron a los habitantes de Antoniów durante un ataque de los alemanes, perpetrado el 21 de agosto.
A pesar de que la unidad comandada por Zientarski emprendió su marcha a Varsovia, no alcanzó capital polaca. Sin embargo, los líderes del AK decidieron suspender la operación, ya que era demasiado arriesgado al carecer de armas pesadas y tanques para enfrentarse a las copiosas fuerzas enemigas concentradas alrededor de Varsovia.
A principios de septiembre de 1944, las unidades locales del AK planificaron un ataque para capturar las ciudades de Kielce y Radom, además de idear operaciones para apoderarse de Częstochowa y Skarzysko. La 7.ª División de Infantería fue trasladada hacia el oeste, al norte de Silesia, para apoyar a los soviéticos. La 2.º de infantería se mantuvo cerca de Kielce, luchando activamente contra el enemigo hasta noviembre, cuando la Operación Tempestad se detuvo en la región y obligó a disolver todas las unidades.

### Łódź
Łódź fue una de las últimas ciudades en las que se desarrolló la Operación Tempestad, pues ésta abarcó principios de otoño de 1944, hasta el 26 de noviembre del mismo año. La Armia Krajowa movilizó varias unidades en Łódź, entre ellas el 25 regimiento de infantería al mando de Rudolf Majewski. Este regimiento estaba estacionado en los bosques cerca de Przysucha, llevando a cabo una serie de ataques contra las fuerzas alemanas en agosto de 1944. Cerca de 130 hombres perdieron la vida durante la última batalla librada frente a la Wehrmacht, transcurrida la mañana del 8 de noviembre.

## Consecuencias
La victoria de los alemanes en el levantamiento de Varsovia, unido a la falta de ayuda por parte de la Unión Soviética, marcó el final de la Operación Tempestad. Iósif Stalin no permitiría que el gobierno polaco en el exilio regresara a Polonia, pues le convenía poseer un estado satélite próximo a los aliados del oeste. 
Stalin obligó a capturar y matar a todo el personal que combatía en la Armia Krajowa. Uno de los polacos asesinados fue Leopold Okulicki, uno de los líderes principales de la operación, el cual fue apresado por la NKVD en enero de 1945 y torturado por las fuerzas soviéticas tras ser condenado durante la farsa judicial del Juicio de los dieciséis. Finalmente, fue fusilado la noche del 24 de diciembre de 1946 en la Prisión de Butyrka de Moscú.
La gran mayoría de los soldados polacos que combatieron en la Operación Tempestad terminaron en campos de prisioneros, siendo soltados en otoño de 1944. Los principales dirigentes y responsables fueron internados en prisiones o llevados a trabajar en gulags.